# Smear Campaign
Albums de Napalm Death
The Code Is Red... Long Live the Code
Smear Campaign est le treizième album du groupe de grindcore britannique Napalm Death. Avec cet album sorti en 2006, Napalm Death signe là un incontestable retour de leurs racines grindcore, déjà annoncé par les précédents albums, tout en y incluant une dose d'expérimentation.
Après le succès de Smear Campaign, Napalm Death a commencé une tournée intitulée World Domination Tour.

## Liste des titres
1. Weltschmerz
2. Sink Fast, Let Go
3. Fatalist
4. Puritanical Punishment Beating
5. When All Is Said and Done
6. Freedom Is the Wage of Sin
7. In Deference
8. Short-Lived
9. Identity Crisis
10. Shattered Existence
11. Eyes Right Out
12. Warped Beyond Logic
13. Rabid Wolves (For Christ)
14. Deaf and Dumbstruck (Intelligent Design)
15. Persona Non Grata
16. Smear Campaign

Anneke Van Giersbergen du groupe The Gathering fait une apparition sur les titres Weltschmerz et In Deference.

## Formation
- Mark "Barney" Greenway - Chant
- Mitch Harris - Guitare
- Shane Embury - Basse
- Danny Herrera - Batterie

## Pressages et versions
Il existe une version Digipack limitée contenant deux titres bonus:
- 12. Call That an Option?
- 18. Atheist Runt